# Udehejština
Udehejština je jedním z tunguzských jazyků používaný kmenem Udehejců v oblasti východního Ruska. Jedná se o jazyk psaný cyrilicí, aktivně používaný několika klany Udehejců v oblasti Chabarovska ve vnitrozemí v blízkosti Japonského moře. Jazyk je na pokraji vymření, odhaduje se, že na světě existuje méně než sto mluvčích.

## Vývoj počtu rodilých mluvčích[2]
- 1959 – 1165 mluvčích
- 1970 – 809
- 1979 – 480
- 1989 – 100
- 1994 – 80

## Vlivy okolních jazyků
Udehejština si hojně vypůjčuje jak z čínštiny, tak z ruštiny, a to jak lexikálně, tak z gramatického hlediska.
Příklady ruských slov v udehejštině:
| Česky    | Udehejsky | Rusky             |
| -------- | --------- | ----------------- |
| Obchod   | Magazin-a | магази́н (magazin) |
| Chléb    | Cheleb-e  | хлеб (chleb)      |
| Sklenice | Takan-a   | стака́н (stakan)   |

Lexikální vliv čínštiny se týkal především slov z oblasti zemědělství, vaření, příbuzenských vztahů, domácích potřeb, moderního sociálního a kulturního života.
Příklady:
| Česky  | Udehejsky | Čínsky /pinyin/ |
| ------ | --------- | --------------- |
| Meloun | Sigua     | Guã             |
| Kostel | Mäu       | Miào            |
| Cukr   | Sata      | Sa-táng         |

## Příklady

### Číslovky
| Udehejsky | Česky |
| омо       | jeden |
| ӡӯ        | dva   |
| ила       | tři   |
| дӣ        | čtyři |
| туӈа      | pět   |
| нюӈу      | šest  |
| нада      | sedm  |
| ӡакпу     | osm   |
| ейи       | devět |
| ӡа̄        | deset |